# Stazione di Torrile-San Polo
Stazione di Torrile-San Polo vasútállomás Olaszországban, Torrile településen.

## Vasútvonalak
Az állomást az alábbi vasútvonalak érintik:
- Brescia–Parma-vasútvonal

## Kapcsolódó állomások
A vasútállomáshoz az alábbi állomások vannak a legközelebb:
- Stazione di Parma (Stazione di Parma, Brescia–Parma-vasútvonal)
- Stazione di Colorno (Stazione di Brescia, Brescia–Parma-vasútvonal)